# 渡邊真由
渡邊 真由（わたなべ まゆ、1997年9月12日 - ）は、日本の歌手、女優。神奈川県出身。愛称は、まゆち。
サンミニ、PALET、LOVEACEの元メンバーである。

## 略歴
2011年（中学2年時）、渋谷でスカウトされたのをきっかけにプラチナムプロダクションと契約を結ぶ。2012年（中学3年時）、秋葉原化劇団に参加。「チーム茶摘み」の一員として演技レッスンを受ける。
2013年10月6日、北山田秋祭り（於：横浜・山田富士公園）において、1日限定の企画ユニット「Pialy」（ピアリー）として、神沢有紗、逢月ひな他と共にパフォーマンスを行い、PASSPO☆やpalet、アイドルカレッジの曲を披露した。同年11月30日、「サンミニッツ」結成・初お披露目。
2015年7月25日、恵比寿ザ・ガーデンホールで開催されたライブイベント「PLATINUM SONIC Vol.2」において、palet（後の「PALET」）に加入を発表。これ以降はサンミニとpaletを兼任していたが、2016年7月3日、渋谷CLUB CRAWLでのライブをもって、喜多陽子と共にサンミニを卒業。PALETでの活動に専念し、2017年12月28日の解散まで在籍した。なおサンミニは2017年7月1日で解散したが最後のライブでは卒業していたにもかかわらず前記の逢月と喜多とともに壇上に登場していたことが報告されている。
2018年9月3日、女性ダンス・ボーカルグループLOVEACEのメンバーとして加入することが発表されたが、2020年1月31日をもって卒業。2021年現在、プラチナムプロダクション所属が確認できなくなっている。

## 出演

### テレビドラマ
- ブラックスキャンダル（2018年10月4日 - 12月6日、読売テレビ・日本テレビ） - サツキ 役

### ラジオ番組
- オレたちゴチャ・まぜっ!〜集まれヤンヤン〜（2017年4月16日 - 2018年4月14日、MBSラジオ） - ヤンヤンガールズ9期生

### CM
- タカラトミー 「プリントス（Printoss）」（2017年11月 - ） - 小磯陽香（当時PALET）・村上瑠美奈（predia）と共演